# Centro de Seattle

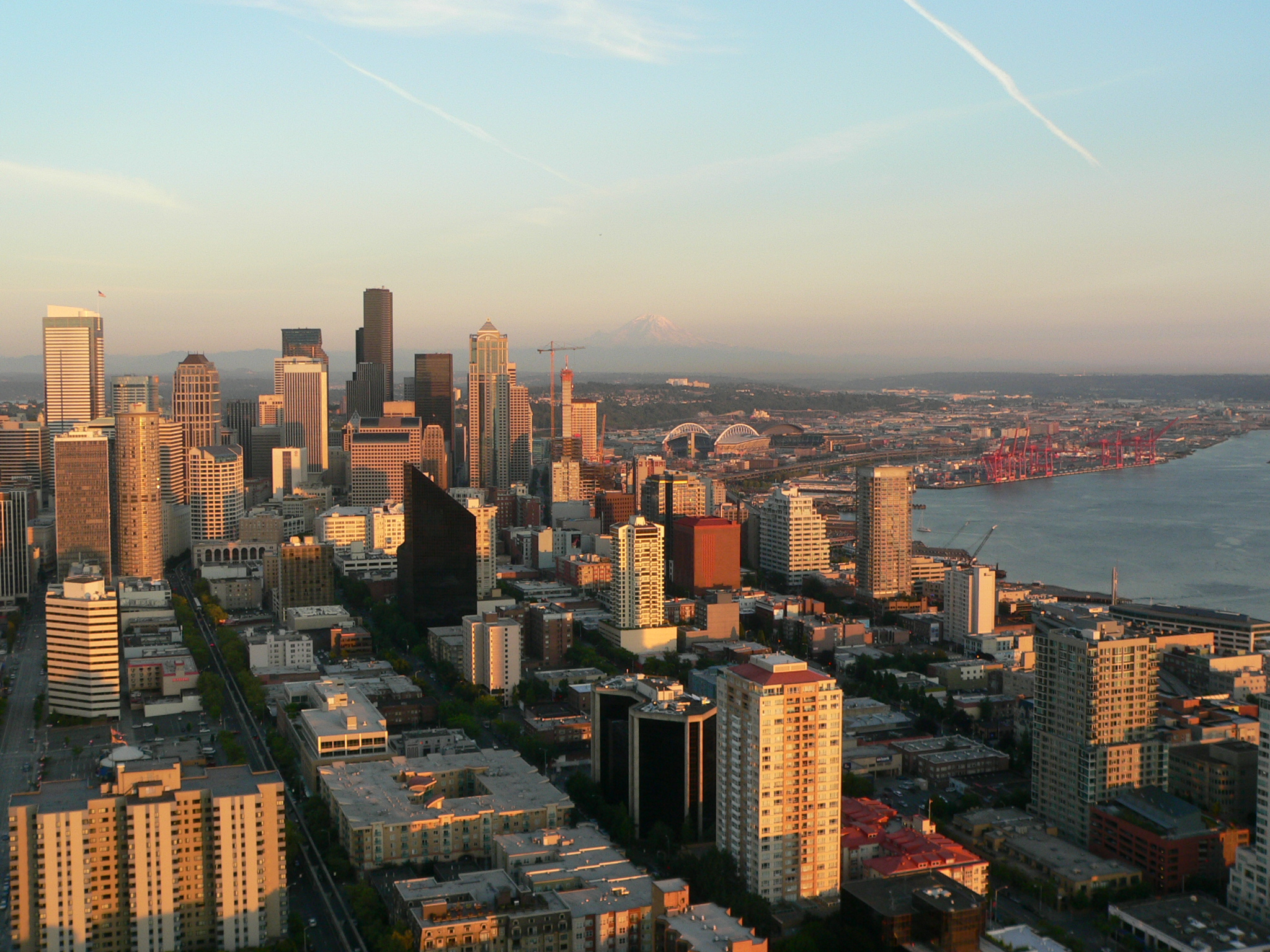
El centro de Seattle visto desde lo alto de la Space Needle en 2005 (mirando hacia el sur). Más allá del centro se encuentra el distrito industrial.

El centro es el distrito comercial central de Seattle, Washington, Estados Unidos. Es bastante compacto en comparación con otros centros urbanos de la costa oeste de Estados Unidos debido a su situación geográfica, ya que está rodeado al norte y al este por colinas, al oeste por la Bahía Elliott y al sur por tierras ganadas al mar que alguna vez fueron llanuras de marea. Limita al norte con Denny Way, más allá del cual se encuentran Lower Queen Anne (a veces conocida como "Uptown") y South Lake Union; al este limita con la Interestatal 5, más allá de la cual se encuentra Capitol Hill al noreste y el Distrito Central al este; al sur limita con S Dearborn Street, más allá de la cual está el barrio de SoDo; y al oeste con Elliott Bay, una parte de Puget Sound.

## Barrios
Belltown, Denny Triangle, el distrito comercial, West Edge, el distrito financiero, el distrito gubernamental, Pioneer Square, Chinatown, Japantown, Little Saigon y el flanco occidental de First Hill al oeste de Broadway conforman los principales vecindarios del centro de Seattle. Cerca del centro de la ciudad se encuentra Metropolitan Tract, propiedad de la Universidad de Washington; antes de 1895 sirvió como ubicación del campus de la universidad. El centro es el centro marítimo financiero y comercial de Seattle, así como su centro de vida nocturna y compras. El centro comercial Westlake Center está conectado con Seattle Center mediante un monorraíl.

## Puntos de referencia
El Columbia Center del centro de Seattle tiene 76 pisos, un número mayor que cualquier otro edificio al oeste del río Mississippi (aunque hay edificios más altos en Texas y California). Smith Tower, en el área de Pioneer Square, alguna vez ostentó el título de edificio estadounidense más alto al oeste del Mississippi. Otros edificios notables son 1201 Third Avenue (anteriormente Washington Mutual Tower), Two Union Square, la tienda insignia de Nordstrom, Benaroya Hall, la Biblioteca Central de Seattle diseñada por Rem Koolhaas y el edificio principal del Museo de Arte de Seattle (construido en 1991)., ampliado en 2007), cuya fachada principal fue diseñada por Robert Venturi. Los parques del centro incluyen Westlake Park, Freeway Park y Victor Steinbrueck Park. El Parque Olímpico de Esculturas se completó en el paseo marítimo de Belltown en enero de 2007. El centro también alberga el emblemático Pike Place Market, el mercado de agricultores en funcionamiento continuo más antiguo de los Estados Unidos y el centro de actividad de la zona.

## Historia
Después de abandonar "New York Alki ", el Partido Denny cruzó la entonces llamada Bahía Duwamish en abril de 1852 hasta un pantano de bajo nivel situado con un puerto seguro de aguas profundas, ubicado aproximadamente en el distrito Pioneer Square de la ciudad. Llamaron a esta nueva frontera "Duwamps". A finales de la década de 1850, el actual centro de Seattle se convirtió en la principal periferia residencial de la ciudad.  Después del Gran Incendio de Seattle, el distrito comercial se trasladó a la zona. Varias de las colinas de la ciudad alrededor del centro fueron reclasificadas a partir de 1876. 

## Expansión
Con aproximadamente 65.000 personas viviendo en los vecindarios centrales de Seattle en 2015, la población del centro de la ciudad está creciendo. El centro experimentó un aumento del 10 por ciento en el número de unidades de vivienda ocupadas y un aumento del 8 por ciento en la población entre 2010 y 2014, superando el crecimiento de la ciudad en su conjunto. A finales de 2014, había 32 proyectos de apartamentos y 2 condominios en construcción, lo que representa más de 5.000 unidades.
En 1989, la altura de los edificios en el centro y los suburbios contiguos de Seattle se restringió estrictamente tras una iniciativa de los votantes. Estas restricciones se suavizaron drásticamente en 2006, lo que provocó un aumento de la construcción de rascacielos. Este cambio de política ha dividido a los comentaristas entre quienes apoyan el aumento de densidad y quienes lo critican como "manhattanización ".
En 2018, el centro de Seattle tiene 82.000 residentes y 300.000 empleos, incluidos 48.000 agregados desde 2010 en el área de Denny Triangle. El centro de la ciudad tiene 71 millones de pies cuadrados (6 600 000 m²) de espacio para oficinas, lo que representa el 79 por ciento del inventario de toda la ciudad y el 55 por ciento de las propiedades comerciales de la ciudad. La construcción de oficinas continúa a buen ritmo en el centro de Seattle, con 6,4 millones de pies cuadrados (590 000 m²) prevista para abrir en 2019, junto con 161 proyectos.

## Economía
El centro de Seattle es el centro de empleo más grande de la región de Puget Sound, con una población de empleados estimada de 243,995 en 2013, lo que representa la mitad de los empleos de la ciudad y el 21 por ciento de los empleos del condado de King. Varias empresas Fortune 500 con sede en el centro de Seattle incluyen Amazon, Nordstrom y Expeditors International.

## Gobierno e infraestructura
El Servicio Postal de los Estados Unidos opera la oficina de correos principal de Seattle (también conocida como oficina de correos de Midtown ) en 301 Union Street en Third Avenue.  El Ayuntamiento de Seattle está ubicado en 600 4th Ave, adyacente al Palacio de Justicia del Condado de King. El centro cuenta con el servicio del túnel de tránsito del centro de Seattle, que transporta trenes ligeros Link entre Westlake y Chinatown-International District. La terminal del monorraíl del Seattle Center se encuentra en Westlake Center. También pasan por allí un gran número de líneas de autobús; los operados por Metro anteriormente eran gratuitos mientras se encontraban en la ahora desaparecida Ride Free Area. Otros autobuses de los suburbios operados por Sound Transit Express y Community Transit también terminan en el centro.